# Grande Dixence
Grande Dixence er Europas højeste dæmning, beliggende 17 km syd for byen Sion i Valais, Schweiz. I tilknytning til den store dæmning er opført en række vandkraftværker.

## Kunstig sø
Grande Dixence dæmmer op for en række mindre vandløb og smeltevandsstrømme fra gletsjere i den sydlige del af Alperne. Herved dannes den kunstige sø Lac des Dix, som gennem kraftværkernes turbiner og overløb i søen løber ud i floden Dixence, der har udløb i Rhône.
Lac des Dix har et areal på 3,65 km². Ved maksimal vandstand er søen 227 meter dyb. Søens længde er 5,3 km og bredden ca. 600 meter. Det totale afvandingsareal er 375 km², inklusive småvandløb og afløb fra 35 gletsjere. Vandmængden, der årligt opmagasineres i den kunstige sø, er omkring 500 millioner m³.

## Specifikationer
- Vandkraftværkerne har en samlet kapacitet på ca. 2.100 MegaWatt (MW).
- Dæmningens højde er 285 meter, – den fjerde højeste dæmning i verden og altså den højeste i Europa.
- Dæmningens tykkelse ved basis er 200 meter.
- Længden på dæmningen er 695 meter.
- Den normale volumen på opdæmningen er mindre end 50 millioner m³
- Den maximale volumen på opdæmningen er 400 millioner m³.
- Toppen af dæmningen ligger 2.365 m.o.h.

### Kraftværkerne
Vandet fra dæmningen bruges via fire pumpestationer til produktion af elektricitet i de forskellige kraftstationer, hvortil det bringes ved hjælp af 100 km rørtunneler.
- Fionnay – 290 MW, 12 turbiner, faldhøjde 874 m
- Chandoline – 150 MW, 10 turbiner, faldhøjde 1.748 m
- Nendaz – 390 MW, 12 turbiner, faldhøjde 1.008 m
- Bieudron – 1.269 MW, 3 turbiner, faldhøjde 1.883 m

## Turisme
Dæmningen blev bygget fra 1953 til 1961. Der er adgang for publikum til toppen af den høje dæmning via svævebanen Dixence-Lac-des-Dix, som er en gondolbane.
Rundt om søen findes en velbesøgt natursti.

## Links
- Hjemmeside om dæmningen
- Dæmningen omtalt på MySwitzerland.com

46°4′50″N 7°24′14″Ø / 46.08056°N 7.40389°Ø